# Proton K
Proton K (ros. Протон-К) – radziecko-rosyjska rakieta nośna, wywodząca się z radzieckiej rakiety UR-500 Proton. Była budowana przez Państwowe Produkcyjno-Badawcze Centrum Kosmiczne im. M. Chruniczewa. Wykorzystywana w latach 1967–2012.

## Opis rakiety
Proton K, w przeciwieństwie do bazowej rakiety Proton, był rakietą trójstopniową. Pierwszy człon wykorzystywał zestaw 6 silników RD-253, których projektantem był Walentin Głuszko. Zestaw ten zapewniał siłę ciągu 10 470 kN. Drugi stopień wykorzystywał 4 silniki RD-0210 (2399 kN), zaś trzeci stopień miał jeden silnik RD-0212 oraz 4 silniczki sterowe (613,8 kN). Podobnie do innych rakiet UR, Proton K całkowicie wykorzystywał paliwo hipergolowe – mieszaninę UDMH i tetratlenku diazotu. 
Bazowa trójstopniowa konfiguracja Protona K wykorzystana została 30 razy. Tą rakietą zostały wyniesione następujące ładunki:
- Satelita badawczy Proton 4;
- Pojazdy kosmiczne TKS (włączając autonomiczne loty kapsuł Merkur);
- Stacje kosmiczne programu Salut / Ałmaz;
- Wszystkie moduły stacji kosmicznej Mir (z wyłączeniem modułu cumowniczego wyniesionego przez amerykański wahadłowiec kosmiczny);
- Moduły Międzynarodowej Stacji Kosmicznej: Zaria i Zwiezda.

Wiele startów wykorzystywało również czwarty stopień. Wykorzystywane były 3 rodzaje górnego stopnia:
- Blok D[3] – 53 starty (wliczając wersje D-1[4] i D-2[5]), starty sond i prototypowych załogowych pojazdów księżycowych (programy Łuna i Zond) i sond międzyplanetarnych (programy Mars, Wenera, Wega i Fobos);
- Blok DM[6] – 222 starty (wliczając również wersje DM-2[7], DM1[8], DM-2M[9], DM3[10], DM4[11], DM5[12] i DM2[13]), starty satelitów komunikacyjnych i wojskowych, również satelitów systemu GLONASS;
- Briz-M[14] – 4 starty, start 3 satelitów wojskowych oraz jednego komercyjnego.

Ostatni start Protona K miał miejsce 30 marca 2012. Ładunkiem był Kosmos 2479, ostatni satelita systemu wczesnego ostrzegania o nazwie Oko. Konstrukcją, która zastąpiła całkowicie Protona K, jest rakieta Proton M, produkowana nieprzerwanie od 2001 roku.